# 三軍總醫院
三軍總醫院（簡稱三總），成立於1946年的中華民國軍醫院。1983年正式成為國防醫學院的教學醫院。目前是中華民國唯一「醫學中心」級的軍醫院。除對中華民國國軍官兵及眷屬提供醫療服務和因應國防和軍事需求的醫學研究外，也以「三軍總醫院附設民眾診療服務處」名義對一般大眾提供醫療服務。

## 歷史
臺灣戰後時期，於1946年將「日本台灣陸軍病院南門病室」（今臺北市立聯合醫院和平院區與附近地區）改編為臺灣陸軍醫院，以吳國興上校為院長，並接管日軍北投病室。臺灣戰後時期多次改制，1949年改制為聯合勤務總司令部第五總醫院。此後醫院名稱編制更動，1950年改組為陸海空軍第一總醫院，1955年，改稱陸軍第一總醫院，1960年再改為陸軍第八〇一總醫院，1967年將北投分院獨立為八二一醫院。直至1968年5月，改組為「三軍總醫院」，並由小南門旁遷建至今汀洲院區（原臺北市戰前規劃的大型都會公園之八號公園），與1949年在台復校之國防醫學院形成一塊完整的教學醫院及醫學院。
1980年代，國防醫學院三軍總醫院尋求新院區，並選定臺北市內湖區原陸軍工兵學校校地作為新院區。新建工程於1990年動工，1999年完工，並搬遷至內湖院區。汀洲院區保留門診和急診，病房轉型為護理之家及呼吸照護病房（RCW）。原汀州院區的閒置土地，成為臺北市替代役中心、國立臺灣大學水源校區。
2000年代國軍精實案政策下，2004年收併國軍基隆醫院為三軍總醫院附設基隆民眾診療服務處，一般民眾稱為「基隆三總」或「三軍總醫院基隆分院」；2005年收併國軍徐州路門診中心為三軍總醫院臺北門診中心；2006年收併國軍澎湖醫院為三軍總醫院澎湖分院，一般民眾稱為「澎湖三總」。2013年配合中華民國國防部「醫療機構整合」計畫，國軍北投醫院和國軍松山總醫院整併入三總，改為三軍總醫院北投分院和三軍總醫院松山分院。2015年1月1日基隆民眾診療服務處改為三軍總醫院基隆分院。

## 人員及編制
三軍總醫院醫師之組成大部分來自於國防醫學院醫學系畢業生，少部分來自於其他醫學院校醫學系畢業生。造成此一情況原因是該院醫師分為軍職及文職，此兩種身分的缺額是固定的。但需注意的是，並非軍職醫師就一定是國防醫學院出身，部分非國防醫學院出身之軍職醫師是來自於民間召募醫學系畢業之志願役軍官，而軍階停年屆滿的軍職醫師也可能轉換為文職醫師繼續聘用。該院院長一般而言為擁有少將軍銜之主治醫師擔任，不再具有國防醫學院副院長職銜，而是由該院執行官擔任國防醫學院副院長職銜。
相較於醫師，該院藥師、護士、護理師、醫檢師、放射師、治療師等雖然亦列為廣義之國軍人員，但多數為文職身分。值得一提的是，該院早期之勤務員亦多有軍職身分（大部分為士官）；然現多數勤務員以外包之人力公司為主，留存下來之老士官已是少數。

## 院區與分院

### 內湖院區（本院）

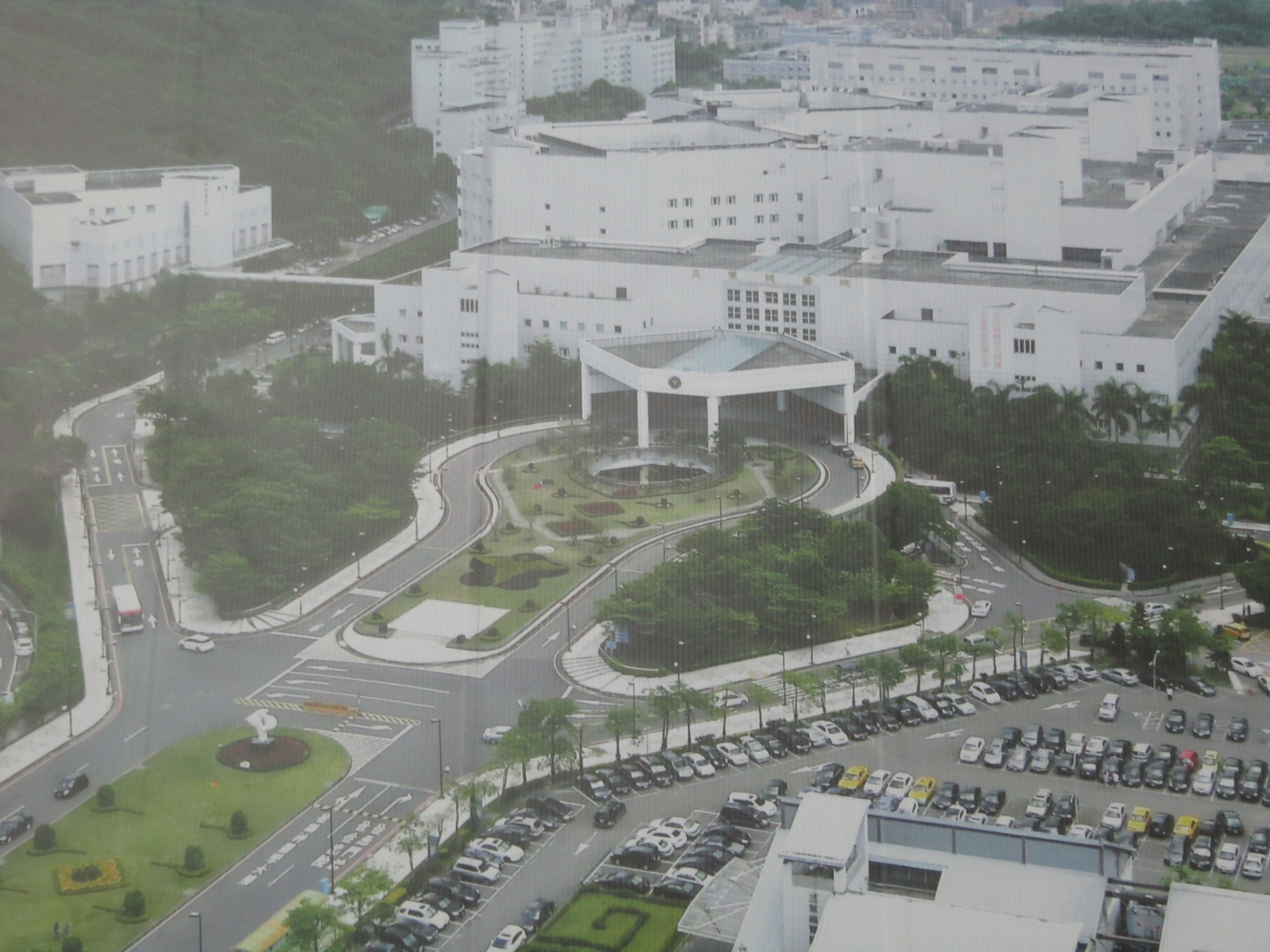
三軍總醫院內湖院區鳥瞰圖

等級為醫學中心，院址為臺北市內湖區成功路二段325號，設有門診、急診、住院，院區內有公車站，並有免費接駁車（來往汀州院區、捷運昆陽站、捷運松山站、基隆分院）。

### 汀州院區（民眾診療處）

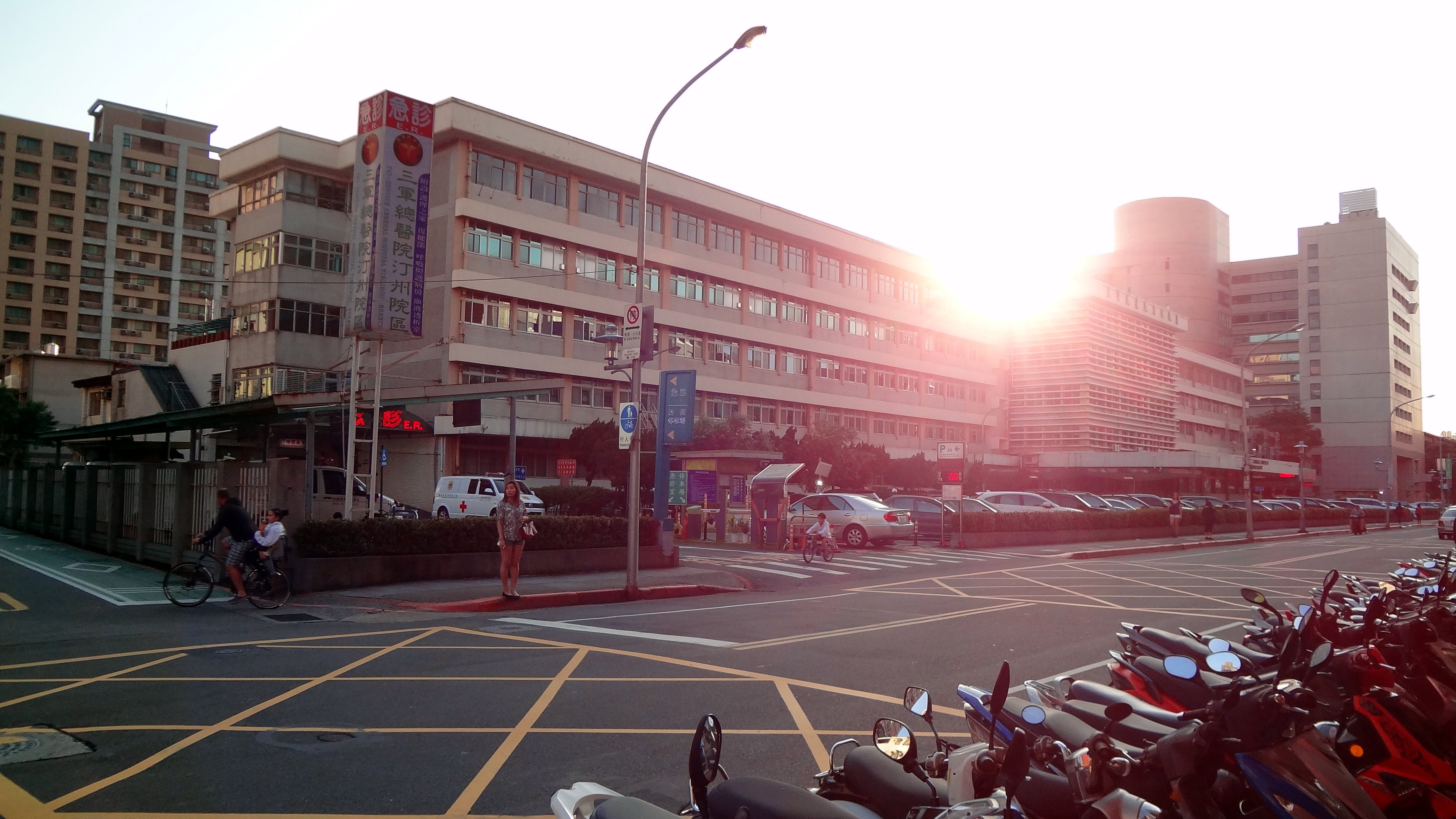
三軍總醫院汀州院區

院址為臺北市中正區汀州路三段40號，設有門診、急診、住院（僅有急診留觀床、呼吸病房、護理之家），接駁車來往內湖院區。

### 基隆分院（原海軍基隆基地醫院）

#### 本院院區
等級為地區醫院，院址為基隆市中正區正榮街100號，設有門診、急診、住院，接駁車來往內湖院區。

#### 門診（孝二院區）
院址為基隆市仁愛區孝二路39號2樓（忠孝大樓），設有門診。

### 澎湖分院（原海軍澎湖基地醫院）
等級為地區醫院，院址為澎湖縣馬公市前寮里90號，設有門診、急診、住院，（特殊醫療情況經申請核可）中華民國空軍後送。

### 北投分院（原國軍北投醫院）
等級為地區醫院，精神科專科醫院，院址為臺北市北投區新民路60號精神科專科醫院，設有精神科門診、精神科急診、精神科住院、家醫科門診。

#### 山下門診部
院址為臺北市北投區中和街250號。

### 松山分院（原空軍總醫院）
等級為區域醫院，院址為臺北市松山區健康路131號，設有門診、急診、住院。

### 臺北門診中心（原國軍徐州門診中心）
等級為診所級，院址為臺北市中正區紹興南街7號，僅設有門診。

## 外部連結
- 官方网站
- 前三軍總醫院（十字樓暨附屬設施）——文化部文化資產局（页面存档备份，存于）
- 微風三總商店街（页面存档备份，存于）